# طنین آوایی

کالبدشناسی قفسه سینه

طنین آوایی (به انگلیسی: Vocal resonation)، ممکن است به عنوان «فرآیندی که توسط آن محصول اصلی آواسازی در زمان و/یا شدت توسط حفره‌های پر از هوا که از طریق آن در مسیر خود به هوای بیرون عبور می‌کند و افزایش می‌یابد»، تعریف شود. در سراسر ادبیات آوازی، اصطلاح‌های مختلفی در رابطه با طنین استفاده می‌شود، از جمله: تقویت، فیلتر کردن، غنی‌سازی، بزرگ شدن، بهبود، تشدید و طولانی شدن. مقامات آکوستیک بسیاری از این اصطلاحات را از دیدگاه کاملاً علمی زیر سؤال می‌برند. با این حال، نکته اصلی که توسط یک خواننده یا گوینده از این اصطلاحات استخراج می‌شود این است که نتیجه طنین، ایجاد صدای بهتر یا حداقل مناسب برای یک حوزه زیبایی و عملی خاص است.

## اتاقک‌های طنین‌انداز انسانی
- طنین سر نباید با هدرجیستر یا فالسِتو اشتباه گرفته شود. این در درجه اول برای آواز آرامتر در هر رجیستری در سراسر محدوده استفاده می‌شود.
- طنین دهان برای رنگ آوایی محاوره‌ای در آواز استفاده می‌شود و در ترکیب با طنین بینی، قرارگیری رو به جلو یا تشدید ماسک ایجاد می‌کند.
- طنین قفسه سینه رنگ‌های غلیظ‌تر، تیره‌تر و عمیق‌تر را برای حس قدرت، گرما و حس حسی اضافه می‌کند. احساس عمق و درام را در صدا ایجاد می‌کند.
- بینی (طنین ماسک) همیشه با صدایی خوب وجود دارد، به جز در صدای سر خالص یا در حجم بسیار ملایم. طنین بینی روشن و تند است و در ترکیب با رطنین دهان برای ایجاد قرارگیری رو به جلو (طنین ماسک) استفاده می‌شود. در یک مفهوم کلی، رنگ‌هایی را اضافه می‌کند که به صدا وضوح و پژواک می‌دهد.

## طنین‌اندازهای آوایی
هفت ناحیه وجود دارد که ممکن است به عنوان طنین‌اندازهای آوایی احتمالی ذکر شوند. این نواحی به ترتیب از پایین‌ترین بخش بدن تا بالاترین بخش قفسه سینه، درخت تراشه، خود حنجره، حلق، حفره دهان، حفره بینی و سینوس‌ها هستند.